# Storm Area 51, They Can't Stop All of Us
"Storm Area 51, They Can't Stop All of Us" (tạm dịch: Đột kích Khu vực 51, Họ không thể ngăn chặn tất cả chúng ta), thường được gọi là Raid Area 51, Storm Area 51, hoặc Area 51 Raid, là một sự kiện Facebook của Mỹ diễn ra vào ngày 20 tháng 9 năm 2019, tại Khu vực 51, một căn cứ của Không quân Mỹ (USAF) trong Khu Thử nghiệm và Huấn luyện Nevada. Sự kiện này do Matty Roberts tạo ra vào ngày 27 tháng 6 năm 2019, liên quan đến việc đột kích địa điểm để tìm kiếm người ngoài hành tinh mà những tuyên bố mang hơi hướng của thuyết âm mưu có thể được che giấu bên trong. Hơn 2 triệu người đã trả lời "tham gia" và 1,5 triệu "quan tâm" trên trang của sự kiện, điều này về sau đã thu hút phản ứng rộng rãi của giới truyền thông và khiến sự kiện trở thành một meme Internet. Roberts sau đó tuyên bố ý định của anh ta đối với sự kiện này hoàn toàn chỉ là trò đùa vui và từ chối chịu trách nhiệm về bất kỳ thương vong nào nếu có bất kỳ nỗ lực thực sự nào nhằm đột kích khu căn cứ quân sự này.
Vào ngày diễn ra sự kiện, chỉ có khoảng 150 người được cho là đã xuất hiện ở lối vào Khu vực 51, không ai vào được địa điểm này. Hai lễ hội âm nhạc được lên kế hoạch trùng với sự kiện: Alienstock ở Rachel, Nevada, và Storm Area 51 Basecamp tại Hiko, Nevada. Ước tính có khoảng 1.500 người đã tham dự các lễ hội này, theo cơ quan thực thi pháp luật của bang và địa phương. Phát ngôn viên Không quân Grace Manock cho biết các quan chức chính phủ đã được thông báo sơ lược về sự kiện này và không khuyến khích mọi người tìm cách xâm nhập tài sản quân sự. Cơ quan thi hành pháp luật Nevada cũng cảnh báo những người tham gia tiềm năng trong sự kiện chống lại hành vi xâm phạm. Sự kiện này có ảnh hưởng đến các doanh nghiệp địa phương ở Nevada và khắp nước Mỹ, họ đã chuẩn bị các sản phẩm cho khách tham quan và những người tham dự sự kiện.

## Bối cảnh

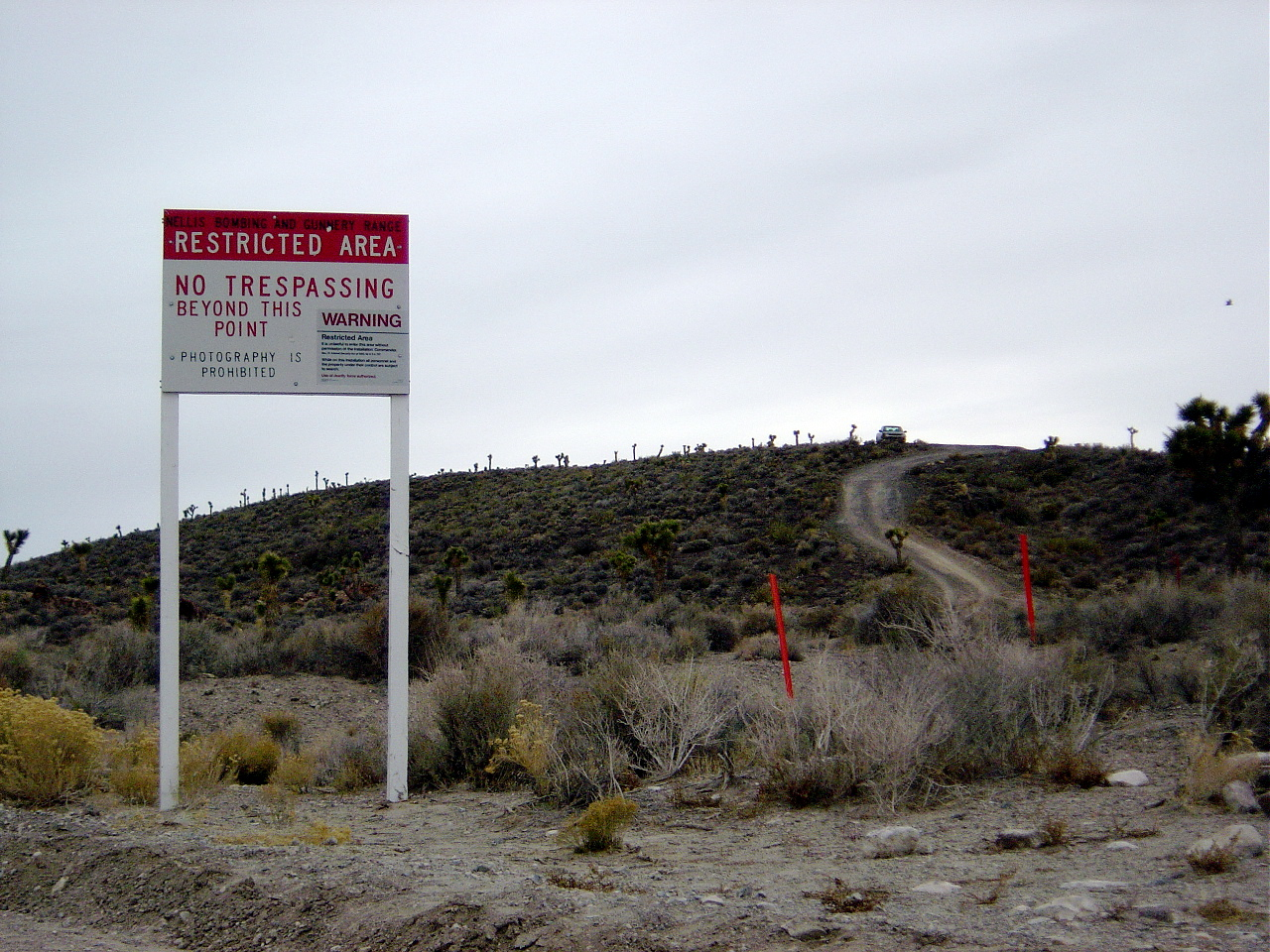
Biển cảnh báo gần Khu vực 51

Khu vực 51 là tên gọi thông thường được đặt cho một căn cứ của Không quân Mỹ (USAF) nằm trong Khu Thử nghiệm và Huấn luyện Nevada. Thành lập vào năm 1955, cơ sở này hoạt động như một khu thử nghiệm và phát triển máy bay trong Chiến tranh Lạnh. Cơ sở được giữ bí mật cao độ, được bảo vệ khỏi sự xâm nhập trái phép bằng các biển cảnh báo, giám sát điện tử và lính gác có vũ trang. CIA đã giải mật các tài liệu liên quan đến Khu vực 51 và công nhận sự tồn tại của nó vào năm 2013.
Tính bí mật cao của Khu vực 51 đã biến nó trở thành chủ đề của nhiều thuyết âm mưu liên quan đến sự hiện diện của người ngoài hành tinh tại địa điểm này. Những điều này bắt đầu vào thập niên 1950, khi một số cá nhân trình báo đã nhìn thấy UFO tại vị trí của khu căn cứ này. Những người theo thuyết âm mưu tin rằng người ngoài hành tinh, UFO hoặc thông tin liên quan đến chúng đều được lưu trữ tại Khu vực 51.

## Sự kiện Facebook và meme Internet
Matty Roberts chợt nảy ra ý tưởng tạo ra sự kiện này sau khi xem nhà lý thuyết âm mưu của Khu vực 51 Bob Lazar và nhà làm phim Jeremy Corbell trên podcast The Joe Rogan Experience vào ngày 20 tháng 6 năm 2019. Roberts đã tạo ra sự kiện trên Facebook vào ngày 27 tháng 6 năm 2019 như một trò đùa. Sự kiện được lên kế hoạch tổ chức tại Thung lũng Amargosa từ 3 giờ sáng đến 6 giờ sáng theo giờ PDT vào ngày 20 tháng 9 năm 2019. Sự kiện trên Facebook đã viết, "Nếu chúng ta chạy kiểu Naruto, chúng ta có thể di chuyển nhanh hơn đạn của chúng. Hãy xem chúng là người ngoài hành tinh", đề cập đến phong cách chạy độc đáo của nhân vật anime Naruto Uzumaki và một số nhân vật khác, thường chạy với tay duỗi phía sau, đầu cúi xuống và thân nghiêng về phía trước. Roberts cho biết sự kiện chỉ nhận được khoảng 40 phản hồi trong ba ngày kể từ bản danh sách sự kiện, trước khi nó lan truyền đột ngột và bất ngờ.
Kết quả meme nhanh chóng lan truyền đến các ứng dụng truyền thông xã hội khác như TikTok, Reddit và Instagram. Trang Facebook của sự kiện này chứa đầy hàng nghìn bài đăng châm biếm thảo luận về các chủ đề như các phương tiện đột nhập vào Khu vực 51. Tính lan truyền của meme khiến Roberts lo lắng rằng anh sẽ được FBI tới hỏi thăm. Sự kiện đã nhận được 2 triệu lượt "tham gia" và 1,5 triệu chữ ký "quan tâm" khác tính đến ngày 22 tháng 8.
Rapper Lil Nas X đã phát hành một video âm nhạc cho bản remix "Old Town Road" của Young Thug và Mason Ramsey về cuộc đột kích được lên kế hoạch. Các sự kiện sao chép tương tự như kế hoạch xông vào kho gia phả của Giáo hội các Thánh hữu Ngày sau của Chúa Jesus Kitô, Loch Ness, Tam giác quỷ Bermuda và văn khố của Thành Vatican cũng được tạo ra. Ở Hà Lan, một trang meme cánh tả được gọi là "Memes for the Masses" đã tạo nên sự kiện "Storm the Education Implementation Office Headquarters" để phản đối các khoản vay của sinh viên.

## Phản ứng

### Chính phủ
Ngày 10 tháng 7 cùng năm, phát biểu với tờ The Washington Post, phát ngôn viên của Không quân Laura McAndrews tuyên bố các quan chức đã biết về sự kiện này và đưa ra cảnh báo rằng: "[Khu vực 51] là một khu huấn luyện mở dành cho Không quân Mỹ, và chúng tôi sẽ không khuyến khích bất cứ ai cố gắng tiến vào khu vực mà chúng tôi dùng để huấn luyện quân đội Mỹ ", nói thêm rằng "[phía] Không quân Mỹ luôn sẵn sàng bảo vệ nước Mỹ và tài sản của họ". Một nhân viên thông tin công cộng tại Căn cứ Không quân Nellis nói với KNPR rằng "mọi nỗ lực xâm nhập bất hợp pháp vào khu vực này đều rất không được khuyến khích". Một bài đăng trên Reddit lan truyền đã cho thấy những gì nó tuyên bố là một bản tóm lược của Không quân về chạy kiểu Naruto. FBI cũng tuyên bố rằng họ sẽ theo dõi tình hình và số lượng người đến dự các sự kiện này.
Các sự kiện này cũng khiến Cục Hàng không Liên bang (FAA) ban hành hai lệnh cấm bay tạm thời, đóng cửa không phận trên hai địa điểm gần Khu vực 51 trong những ngày xung quanh cuộc đột kích theo dự tính. Cơ quan Phân phối Thông tin Hình ảnh Quốc phòng (DVIDS), văn phòng quan hệ công chúng của quân đội, đã đăng một bài đăng trên Twitter vào ngày 20 tháng 9 mô tả các quân nhân và một máy bay ném bom tàng hình B-2 với chú thích "Điều cuối cùng mà #Millennials sẽ thấy nếu họ thử #độtkíchkhuvực51 hôm nay". Đoạn tweet sau đó đã bị xóa và DVIDS vội đưa ra lời xin lỗi trước dư luận.

### Địa phương
Tháng 8 năm 2019, các quan chức Quận Lincoln đã soạn thảo bản tuyên bố tình trạng khẩn cấp và một kế hoạch tổng hợp các nguồn lực với các quận lân cận, dự đoán rằng khu vực sẽ bị áp đảo bởi đám đông lên tới 40.000 người. Quận chỉ có 184 phòng khách sạn, và các quan chức dự kiến mạng lưới điện thoại di động địa phương sẽ không thể đáp ứng được với lưu lượng tăng thêm; họ cũng bày tỏ lo ngại về tình trạng quá tải tại các khu cắm trại, trạm xăng và các cơ sở y tế công cộng. Cảnh sát trưởng quận Kerry Lee cho biết thêm 300 nhân viên y tế và 150 cảnh sát sẽ được điều động từ khắp Nevada.
Thị trấn Rachel đã đăng một cảnh báo trên trang web của mình, khuyên những người tham dự nên "có kinh nghiệm cắm trại, đi bộ đường dài và sống sót trong môi trường sa mạc khắc nghiệt và có một phương tiện hoạt động tốt". Họ khuyên rằng thị trấn có thể sẽ không thể cung cấp đủ thức ăn, nước uống hoặc khí đốt cho du khách, và dự kiến lực lượng thi hành pháp luật địa phương sẽ bị quá tải. Trang web cảnh báo rằng cư dân địa phương sẽ sẵn sàng bảo vệ tài sản của họ, dự đoán rằng Alienstock sẽ là "Lễ hội Fyre 2.0".

### Doanh nghiệp
Giới chủ doanh nghiệp trong và xung quanh Rachel, Nevada, một thị trấn chỉ có 56 người ngay bên ngoài căn cứ, đã chuẩn bị cho những du khách dự định đến Khu vực 51. Connie West, đồng sở hữu của nhà hàng và quán trọ Little A'Le'Inn, đã đặt tất cả 13 phòng của quán trọ và dự định mở rộng 30 mẫu Anh để cắm trại, cũng cho biết cô có thể sẽ tạo ra hàng hóa cho sự kiện này. Doanh nhân George Harris ở Las Vegas đã lên kế hoạch thuê các ban nhạc để chơi tại một lễ hội hàng năm có tên là "The Swarm". Kosmic Kae, chủ sở hữu của cửa hàng Aliens R Us ở Boulder City, tuyên bố rằng mặc dù cửa hàng cách Khu vực 51 tới 170 dặm, công việc kinh doanh càng gia tăng do niềm đam mê về người ngoài hành tinh của du khách.
Các doanh nghiệp khác trên khắp nước Mỹ có sản phẩm và dịch vụ trong sự kiện này và bộ sưu tập hàng hóa liên quan đến sự kiện này đã được giới thiệu từ các nhà bán lẻ trực tuyến. Bud Light đã lên kế hoạch phát hành một nhãn bia quảng cáo có chủ đề về người ngoài hành tinh và hứa tặng bia miễn phí cho "bất kỳ người ngoài hành tinh nào xuất hiện" miễn là một tweet cho thấy thiết kế mới đã nhận được 51.000 lượt retweet. Nhà hàng thức ăn nhanh Arby's đã lên kế hoạch giao đồ ăn với thực đơn đặc biệt cho sự kiện này.

## Tụ tập và lễ hội âm nhạc
Mặc dù sự kiện được dự định là màn đùa cợt, nhưng một số người đã nghiêm túc xem nó và đi đến các khu vực xung quanh cơ sở. Bắt đầu từ ngày 19 tháng 9, một ngày trước ngày tổ chức sự kiện dự kiến, mọi người được cho là đã đến và cắm trại quanh Rachel để chuẩn bị cho cuộc đột kích.
Theo cảnh sát trưởng Quận Lincoln ước tính rằng khoảng 1.500 người đã có mặt tại lễ hội, trong khi khoảng 150 người làm cuộc hành trình qua hàng trăm dặm đường thô đến cổng chính của Khu vực 51. Một số cắm trại qua đêm bên ngoài chu vi căn cứ trong khi những người khác đến để tập trung và chụp ảnh selfie gần cổng trước trước khi rời đi. Một người đã cố gắng vào khu vực và nhận được cảnh báo, trong khi sáu người khác bị bắt vì các tội danh như đi tiểu nơi công cộng, các tội liên quan đến rượu và sự phô trương không đứng đắn.
Hai lễ hội âm nhạc đã được công bố tại quận để đáp lại sự nổi tiếng của sự kiện: Alienstock ở Rachel, Nevada, và Storm Area 51 Basecamp tại Hiko, Nevada. Chính quyền địa phương và cảnh sát lo ngại rằng ngay cả những sự kiện pháp lý này cũng có thể là vấn đề nếu có quá nhiều cá nhân tham dự.
Người tạo sự kiện Roberts đã rút khỏi Alienstock 10 ngày trước lễ hội, để các nhà tổ chức khác và các nghệ sĩ giải trí đặt trước để điều hành sự kiện. Roberts tuyên bố sự ra đi vào phút cuối của mình với 70.000–100.000 đô la tiền tài trợ và tiền quyên góp là "do lập kế hoạch kém" và thay vào đó anh tham gia một bữa tiệc theo chủ đề người ngoài hành tinh đã được lên kế hoạch ở Las Vegas, mặc dù chủ sở hữu Little A'Le'Inn là Connie West tiếp tục với tên Alienstock ở Rachel, Nevada. Các luật sư của Roberts đã gửi cho cô một lệnh ngừng và hủy bỏ việc sử dụng tên này, nhưng West đã sở hữu tất cả các giấy phép "Alienstock" và bỏ qua các mối đe dọa pháp lý.
Sau cuộc đột kích, Keith Wright, người quảng bá cho sự kiện Area 51 Basecamp, tuyên bố sự kiện này là một thất bại. Tuy nhiên, Connie West, người tổ chức Alienstock, đã tuyên bố sự kiện của mình tỏ ra thành công. Hậu quả của sự kiện đã chứng kiến một số vụ kiện đang chờ xử lý xung quanh lễ hội và lời kêu gọi của Roberts nhằm xâm nhập cơ sở của chính phủ. Mặc dù ít hơn nhiều so với con số ước tính khoảng 30.000 người tham dự trước khi Roberts ra đi và chiến dịch báo chí tuyên bố Alienstock bị hủy bỏ, sự kiện này được cho là đã đưa lượng người lớn nhất từng đến thăm Quận Lincoln, Nevada.